# Tibor Fischer

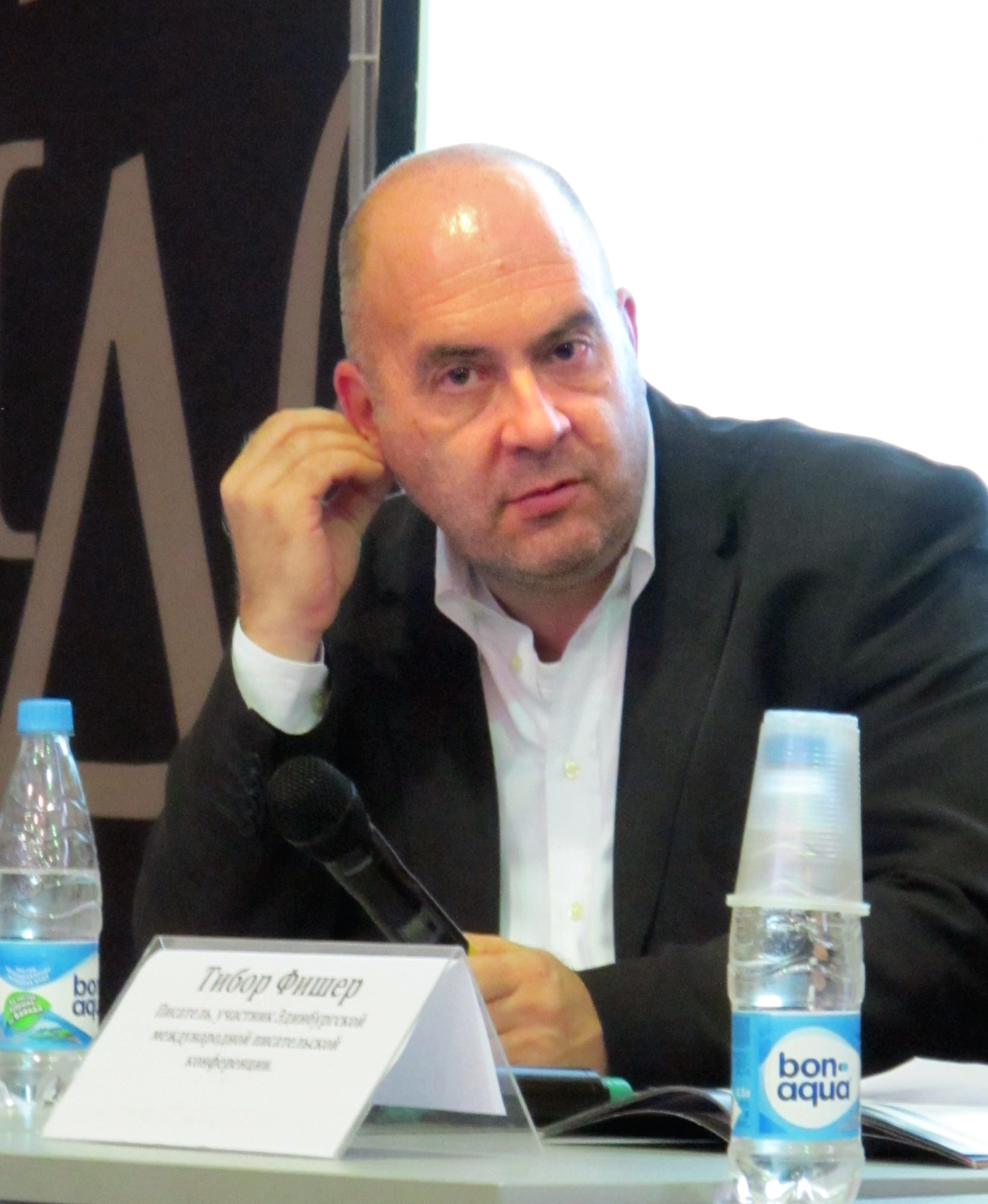
Tibor Fischer, 2012

Tibor Fischer (Stockport, 15 novembre 1959) è uno scrittore britannico, di origini ungheresi.

## Biografia
I suoi genitori, giocatori di pallacanestro professionisti, lasciarono Budapest dopo la repressione russa seguita alla Rivoluzione ungherese del 1956.
Cresciuto a Londra, dove risiede, ha studiato latino e francese al Peterhouse College di Cambridge e in seguito ha lavorato come giornalista.
Il suo esordio letterario, nel 1992, con Sotto il culo della rana (il titolo deriva da un modo di dire ungherese, "essere sotto il culo di una rana in fondo ad una miniera", che significa "aver toccato il fondo"), ispirato alle vicende dei suoi genitori, è stato salutato da un meritato successo critico in Gran Bretagna: ha vinto il Betty Trask Award ed è stato nominato per il Booker Prize (vinto da Roddy Doyle con Paddy Clarke ah ah ah!).
Nel 1993 Fischer ha l'onore di essere selezionato dalla rivista letteraria Granta fra i venti migliori giovani scrittori britannici (insieme, fra gli altri, a Kazuo Ishiguro e Hanif Kureishi).
Con le sue opere successive, di minor fortuna, ha confermato il suo peculiare umorismo e il gusto per il grottesco e il paradossale.
Nel 2003 ha partecipato al Festivaletteratura di Mantova.

## Opere

### Romanzi
- Sotto il culo della rana (Under the Frog, 1992), Milano, Mondadori, 1997 traduzione di Anna Maria Biavasco e Valentina Guani ISBN 88-04-47110-7.
- La gang del pensiero (The Thought Gang, 1994), Milano, Garzanti, 1996 traduzione di Riccardo Duranti ISBN 88-11-62021-X. - Nuova edizione Milano, Marcos y Marcos, 2020 traduzione di M. L. Cortaldo ISBN 978-88-7168-960-9.
- Il collezionista (The Collector Collector, 1997), Milano, Mondadori, 1998 traduzione di Katia Bagnoli ISBN  88-04-44701-X.
- Viaggio al termine di una stanza (Voyage to the End of the Room, 2003), Milano, Mondadori, 2006 traduzione di Giuseppe Iacobaci ISBN 88-04-54437-6.
- Good to be God (2008)
- Come governare il mondo (How to Rule the World, 2018), Milano, Marcos y Marcos, 2021 traduzione di Marco Rossari ISBN 9788892940048.

### Raccolte di racconti
- Adoro essere uccisa (I Like Being Killed, titolo alternativo Don't Read This Book If You're Stupid, 2000), Roma, Fazi, 2003 traduzione di Luca Scarlini ISBN 88-8112-388-6.
- Crushed Mexican Spiders (2011)